# Gerardo Cruz
Gerardo Cruz Barquero (San José, 1993 - San José, 19 de novembre de 2015) va ser un forner i activista costa-riqueny, que després de denunciar l'assetjament de carrer que sofria una dona a la capital del seu país, va ser apunyalat dies després en condicions «de presumpte robatori» i setmanes més tard va morir. El seu cas va ser àmpliament publicitat i va generar gran commoció a Costa Rica.
Gerardo Cruz Barquero va néixer a San José, vivia amb els seus oncles i la seva esposa, i tenia una nena i un nadó en gestació. Era forner.

El 4 d'octubre de 2015, a San José, Gerardo va gravar amb el seu telèfon mòbil a un home (Luis Umaña Delgado) que intentava prendre fotografies amb el seu telèfon mòbil de les cames d'una dona en minifaldilla. Gerardo Cruz Barquero va continuar gravant-ho quan Umaña Delgado va abordar un vehicle. Posteriorment va pujar els videos al seu compte de Facebook i aquests van ser compartits a les xarxes socials i difosos per mitjans de comunicació nacionals i internacionals.
Tres dies després de difondre els vídeos va ser apunyalat a Colònia Kennedy (San Sebastián) per presumptes delinqüents. Va ser traslladat a l'Hospital Rafael Ángel Calderón Guardia. Segons el comunicat mèdic, tenia una ferida que li va perforar l'abdomen i una altra el tòrax. El 19 de novembre a les 6:18 p. m. (hora de Costa Rica) va morir per un infart, després de múltiples operacions.
L'OIJ (Organisme d'Investigació Judicial) tenia com a primera línia d'investigació un assalt. Encara que diversos portals de notícies van assenyalar que havien arribat a una conclusió sense fonaments i deien que els delinqüents eren sicaris.
Mesos més tard va ser detingudes Samady Fonseca Fernández, una ex-nòvia de Cruz, i la seva filla Kristina Valerín Fonseca, juntament amb Ronald Arce Barrientos, taxista informal, i César Chaves Truges, pintor. Les dues primeres dones van ser acusades de pagar dos sicaris per assassinar el jove forner. El cas es va allargar més d'un any i no va ser fins a principis de l'any 2018 que van ser condemnats a 30 i 25 anys de presó.